# الأقراص الرقمية عالية الوضوح
الأقراص الرقمية عالية الوضوح (بالإنجليزية: High definition versatile disk HVD)‏ معيار آسيوي للتكنولوجيا المتقدمة عالية الوضوح. صمم بالأساس في الصين عن طريق شركة أملوجيك (بالإنجليزية: AMLogic inc)‏. كانت النسخة الأولى من الأقراص تدعم الصيغ التالية: 750p, 1080i أو 1080p من الفيديوهات. في النسخة الثانية أضيفت خاصية درجة الوضوح العالية لإتاحة إمكانية استخدامها على جميع أنواع الشاشات التي تدعم درجات وضوح عالية. كوديك الفيديو(video codec) المعدل MPEG-2 MP@HL هو المستخدم وهذه الصيغة تدعم تشفير الصوت بالصيغ هذه Dolby AC3, DTS,
Dolby Digital EX, DTS ES, and Prologic 2
كل ال HVD تستخدم معايير ال DVD , في حين ان الصيغة المشار اليها هي HVD إلا أنه ليس لها علاقة بال Holographic Versatile Disc .
هنالك أعداد قليلة من مشغلي ال DVD التي تدعم هذه الصيغة.
حزم البرمجيات التي تدعم هذه الصيغة Nero Showtime, Media Player Classic, PowerDVD, VLC media player, XBMC
على الرغم من شهرة هذه الأقراص في الصين إلا انه لديها لديها قبول ضئيل خارج آسيا ونادراً ما تعرض للبيع خارج آسيا.